# Triqui de Itunyoso
El triqui de Itunyoso (triqui: snáhánj nìh, pronunciación: [snã˦ʔãh˦ nĩʔ˩]) es una de las lenguas triquis pertenecientes a la familia mixtecana y esta al tronco otomangue, hablada en los pueblos de La Reforma Itunyoso, Concepción Itunyoso y en la cabecera del municipio de San Martín Itunyoso, Oaxaca, México.

## Clasificación
De acuerdo con el Ethnologue la clasificación del triqui de Itunyoso es el siguiente: 
- Lenguas otomangueanas
  - Lenguas mixtecanas
    - Lenguas triquis
      - Triqui de Itunyoso

## Estatus oficial
Esta lengua junto con todas las lenguas indígenas de México y el español fueron reconocidas como "lenguas nacionales" debido a la Ley General de Derechos Lingüísticos de los Pueblos Indígenas promulgada y publicada en el año 2003.

## Fonología
Los cuadros siguientes muestran los fonemas del triqui de Itunyoso.

### Vocales
|         | Anterior | Central | Posterior |
| ------- | -------- | ------- | --------- |
| Cerrada | i ĩ      |         | u ũ       |
| Media   | e        | ə̃       | o         |
| Abierta |          | a       |           |

### Consonantes
|                   | Bilabial | Alveolar | Postalveolar | Retrofleja | Palatal | Velar | Labiovelar | Glotal |
| ----------------- | -------- | -------- | ------------ | ---------- | ------- | ----- | ---------- | ------ |
| Oclusiva          | p        | tː t     |              |            |         | kː k  | kːʷ kʷ     | ʔ      |
| Oclusiva prenasal |          | nd       |              |            |         | ŋɡ    | ŋɡʷ        |        |
| Preoclusiva nasal |          |          |              |            | cn      |       |            |        |
| Fricativa         | βː β     | s        | ʃ            |            |         |       |            | h      |
| Africada          |          | t͡s       | t͡ʃː t͡ʃ       | t͡ʂː t͡ʂ     |         |       |            |        |
| Nasal             | mː m     | nː n     |              |            |         |       |            |        |
| Vibrante simple   |          | ɾ        |              |            |         |       |            |        |
| Lateral           |          |          |              | lː l       |         |       |            |        |
| Aproximante       |          |          |              |            | jː j    |       |            |        |

### Tonos
Al igual que todas las demás lenguas triquis, el triqui de Itunyoso es una lengua tonal. En el triqui de Itunyoso existen 9 tonos. El tono 1 es el más bajo y el 5 es el más alto en una escala de cinco tonos.

## Escritura
El triqui de Itunyoso se escribe con letras latinas, no se conoce alguna escritura que los triquis de Itunyoso hayan empleado en el pasado. En seguida se muestra el alfabeto empleado actualmente.
| Letras del alfabeto triqui | Letras del alfabeto triqui | Letras del alfabeto triqui | Letras del alfabeto triqui | Letras del alfabeto triqui | Letras del alfabeto triqui | Letras del alfabeto triqui | Letras del alfabeto triqui | Letras del alfabeto triqui | Letras del alfabeto triqui | Letras del alfabeto triqui | Letras del alfabeto triqui | Letras del alfabeto triqui | Letras del alfabeto triqui | Letras del alfabeto triqui | Letras del alfabeto triqui | Letras del alfabeto triqui | Letras del alfabeto triqui | Letras del alfabeto triqui | Letras del alfabeto triqui | Letras del alfabeto triqui | Letras del alfabeto triqui | Letras del alfabeto triqui | Letras del alfabeto triqui | Letras del alfabeto triqui | Letras del alfabeto triqui | Letras del alfabeto triqui | Letras del alfabeto triqui | Letras del alfabeto triqui | Letras del alfabeto triqui | Letras del alfabeto triqui | Letras del alfabeto triqui | Letras del alfabeto triqui | Letras del alfabeto triqui | Letras del alfabeto triqui | Letras del alfabeto triqui | Letras del alfabeto triqui |
| -------------------------- | -------------------------- | -------------------------- | -------------------------- | -------------------------- | -------------------------- | -------------------------- | -------------------------- | -------------------------- | -------------------------- | -------------------------- | -------------------------- | -------------------------- | -------------------------- | -------------------------- | -------------------------- | -------------------------- | -------------------------- | -------------------------- | -------------------------- | -------------------------- | -------------------------- | -------------------------- | -------------------------- | -------------------------- | -------------------------- | -------------------------- | -------------------------- | -------------------------- | -------------------------- | -------------------------- | -------------------------- | -------------------------- | -------------------------- | -------------------------- | -------------------------- | -------------------------- |
| A                          | B                          | Bb                         | Ch                         | Cch                        | Chr                        | Cchr                       | Cn                         | D                          | E                          | H                          | I                          | J                          | K                          | Kk                         | Kw                         | Kkw                        | L                          | Ll                         | M                          | Mm                         | N                          | Nd                         | Ng                         | Nn                         | Ngw                        | O                          | P                          | R                          | S                          | T                          | Ts                         | Tt                         | U                          | X                          | Y                          | Yy                         |
| a                          | b                          | bb                         | ch                         | cch                        | chr                        | cchr                       | cn                         | d                          | e                          | h                          | i                          | j                          | k                          | kk                         | kw                         | kkw                        | l                          | ll                         | m                          | mm                         | n                          | nd                         | ng                         | nn                         | ngw                        | o                          | p                          | r                          | s                          | t                          | ts                         | tt                         | u                          | x                          | y                          | yy                         |
| Valores fonéticos          |                            |                            |                            |                            |                            |                            |                            |                            |                            |                            |                            |                            |                            |                            |                            |                            |                            |                            |                            |                            |                            |                            |                            |                            |                            |                            |                            |                            |                            |                            |                            |                            |                            |                            |                            |                            |
| a                          | β                          | βː                         | t͡ʃ                         | t͡ʃː                        | t͡ʂ                         | t͡ʂː                        | cn                         | d                          | e                          | ʔ                          | i                          | h                          | k                          | kː                         | kʷ                         | kʷː                        | l                          | lː                         | m                          | mː                         | n                          | nd                         | ŋɡ                         | nː                         | ŋɡʷ                        | o                          | p                          | ɾ                          | s                          | t                          | t͡s                         | tː                         | u                          | ʃ                          | j                          | jː                         |

Notas
1. Las vocales nasalizadas /ə̃/, /ĩ/ y /ũ/ se escriben en la ortografía práctica con <an>, <in> y <un> respectivamente.
2. Los tonos se marcan con dos acentos: acento agudo (´) para los tonos altos y el acento grave (`) para los tonos bajos.

## Características
La estructura de esta lengua es verbo-sujeto-objeto (VSO); cuenta con palabras cortas y afijos; es también una lengua tonal.

## Breve vocabulario
En seguida se muestra algunas palabras en el triqui de Itunyoso.
- chungwì "mundo"
- kwi "sol"
- nga "nube"
- chrun "árbol"
- riaan "cara"
- tuhba "boca"
- raha "mano de"
- chukwa "hormiga"
- chutan "abeja"